# 929
Évszázadok: 9. század – 10. század – 11. század
Évtizedek: 870-es évek – 880-as évek – 890-es évek – 900-as évek – 910-es évek – 920-as évek – 930-as évek – 940-es évek – 950-es évek – 960-as évek – 970-es évek
Évek: 924 – 925 – 926 – 927 –  928 – 929 – 930 – 931 – 932 – 933 – 934

## Események

### Európa
- Madarász Henrik német király meghódítja a szláv daleminceket és elfoglalja fő erődjüket, Ganát. Ezután megalapítja Meißent, majd délnek fordulva meglepetésszerűen megtámadja a Cseh Fejedelemséget, ahová eközben délről Arnulf bajor herceg is bevonul. Jelentősebb ellenállás nélkül elfoglalják Prágát és Vencel fejedelem meghódol, éves adó fizetésére téve ígéretet.
- A frissen meghódított szláv velétek fellázadnak a német uralom ellen, de a lenzeni csatában döntő vereséget szenvednek.
- Madarász Henrik fia, a 17 éves Ottó feleségül veszi I. Eduárd angol király lányát, Eadgythot.
- Meghal Guidó toszkánai őrgróf, aki az előző évben felesége, Marozia felbujtására megbuktatta X. János pápát. Utódja öccse, Lambert.
- Hét hónapnyi uralkodás után meghal VI. Leó pápa. Utódjául Marozia jelöltjét, VII. Istvánt választják.
- Meghal a fogságban tartott Együgyű Károly nyugati frank király. Fogvatartója, Herbert vermandois-i gróf ezzel elveszti fő ütőkártyáját a Rudolf királlyal folytatott politikai játszmáiban.
- Meghal Sancho Ordóñez, Galicia királya. Országát öccse, IV. Alfonz leóni király örökli.
- Miután az Omajjád III. Abd al-Rahmán córdobai emír a felkelések leverésével és a keresztények határmenti betöréseinek megtorlásával kellően megszilárdította a helyzetét, kalifává kiáltja ki magát.

### Abbászida Kalifátus
- Munisz al-Muzaffar főparancsnok palotaforradalommal megbuktatja al-Muktadir kalifát és féltestvérét, al-Káhirt ülteti a trónra. Néhány nappal később al-Muktadirt visszahelyezi a kalifátus élére, de a tényleges hatalom továbbra is az ő kezében marad.
- Meghal II. Asot örmény király. Utódja öccse, I. Abasz.

## Születések
- Al-Tái, abbászida kalifa

## Halálozások
- február 3. – Guidó, toszkánai őrgróf
- február 12. – VI. Leó, római pápa
- június 7. – Ælfthryth, Nagy Alfréd lánya, II. Balduin flandriai őrgróf felesége
- október 7. – Együgyű Károly, nyugati frank király
- Al-Battání, arab csillagász és matematikus
- II. Asot, örmény király
- Sancho, galiciai király

## Fordítás
- Ez a szócikk részben vagy egészben  a(z)   929 című angol Wikipédia-szócikk ezen változatának fordításán alapul.  Az eredeti cikk szerkesztőit annak laptörténete sorolja fel. Ez a jelzés csupán a megfogalmazás eredetét és a szerzői jogokat jelzi, nem szolgál a cikkben szereplő információk forrásmegjelöléseként.